# Зечевич, Влада
Влада Зечевич (серб. Влада Зечевић / Vlada Zečević; 21 марта 1903, Лозница — 26 октября 1970, Белград) — югославский политический и государственный деятель; православный священник при Народно-освободительной армии Югославии, полковник запаса.

## Биография
По национальности — серб. Окончил теологический факультет Белградского университета. В 1927—1941 годах — православный священник в Крупане.
После оккупации Югославии войсками германской армии начал формирование отрядов четников, но затем поссорился с Д. Михайловичем и перешел на сторону партизан И. Б. Тито, став командиром батальона. В 1942 году вступил в Коммунистическую партию Югославии. На 1-м заседании Антифашистского веча народного освобождения Югославии избран членом Исполнительного комитета, на 2-м — членом Национального комитета освобождения Югославии. Во время операции германских войск по захвату штаб-квартиры партизан спас жизнь Тито. С 1943 года — комиссар по внутренним делам в Правительстве национального освобождения.
В 1945—1946 годах — министр внутренних дел Югославии. В 1946—1953 годах — член Президиума Народной скупщины. В 1953—1958 годах — председатель Союзного веча Народной скупщины.
Похоронен на Аллее почётных граждан на Новом кладбище Белграда.

## Мемуары
- У ноћи, сусрет. — Београд, 1963.
- И то да се зна. — Београд, 1968.
- Расте устанак. — Загреб, 1968.